# 風の歌が聞こえますか
「風の歌が聞こえますか」（かぜのうたがきこえますか）とは、1988年10月にNHK『みんなのうた』で放送された楽曲である。作詞・作曲：たきのえいじ、編曲：神保雅彰、歌：吉川由美。
同番組の放送で使用された映像には、歌を担当した吉川由美も登場した。